# Кларк, Питер Хью

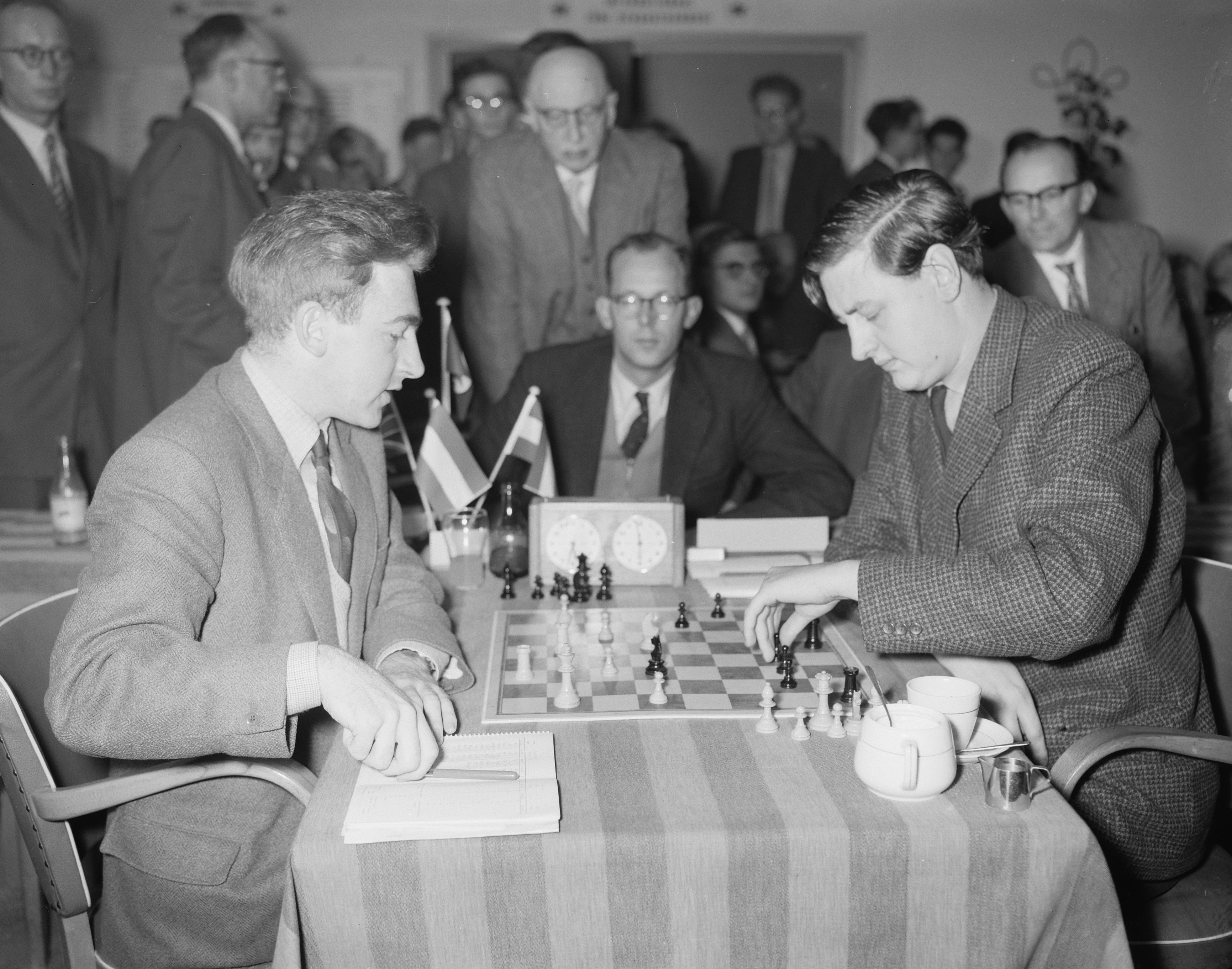
Зональный турнир (Вагенинген, 1957 г.). П. Кларк играет белыми с И. Доннером (партия завершилась победой Доннера на 33-м ходу).

Питер Хью Кларк (англ. Peter Hugh Clarke; 18 марта 1933, Лондон — 11 декабря 2014, Корнуолл) — английский шахматист, мастер ФИДЕ по шахматам, гроссмейстер ИКЧФ (1980), международный арбитр по шахматам (1976).

## Биография
В шахматы начал играть в возрасте шести лет. Дважды подряд выигрывал чемпионат Лондона среди юношей по шахматам (1950, 1951). Пять раз занимал второе место в чемпионате Великобритании по шахматам.
С 1959 года работал шахматным обозревателем в газете «The Sunday Times» и в журнале «British Chess Magazine». Известен как автор биографических книг о Михаиле Тале (1961) и Тигране Петросяне (1964). Благодаря хорошему знанию русского языка в 1958 году перевел книгу о Василии Смыслове, а в 1963 году — книгу «Сто советских шахматных миниатюр» (англ. 100 Soviet Chess Miniatures).
Представлял команду Англии на крупнейших командных шахматных турнирах:
- в шахматных олимпиадах участвовал 8 раз (1954—1968). В 1956 году завоевал индивидуальную серебряную медаль на первой резервной доске;
- в командных чемпионатах мира среди студентов по шахматам участвовал 2 раза (1954, 1959)[5];
- в кубке Клары Бенедикт участвовал 6 раз (1960—1961, 1963, 1965, 1967—1968). В составе команды выиграл серебряную (1960) и 4 бронзовые (1961, 1963, 1967, 1968) медали[6].

В поздние годы серьезно увлекался игрой по переписке. В 1977 году стал чемпионом Великобритании по переписке. За успехи в турнирах в 1976 году удостоен звание международного мастера ИКЧФ (IMC), а в 1980 году — гроссмейстера ИКЧФ (GMC).

## Семья
Жена — Пегги Кларк (урожд. Вуд, 1937—2018), шахматистка, чемпионка Великобритании 1966 г., дочь Б. Вуда.
Три дочери.